# Eunice Jepkorir
Eunice Jepkorir, née le 17 février 1982, est une athlète kényane, spécialiste du 3000m steeple et du cross-country.
Elle termine septième en cross long aux championnats du monde de 2004, et remporte l'argent par équipe. Deux ans plus tard, elle termine quatorzième des Championnats du monde de course sur route de 2006, participant à la victoire par équipe.
En 2007, aux Championnats du monde d'athlétisme à Osaka, elle remporte la médaille de bronze du 3 000 m steeple.
Elle remporte la médaille d'argent du 3 000 m steeple des Jeux olympiques de 2008 à Pékin dans le temps de 9 min 07 s 41.

## Palmarès

### Jeux olympiques d'été
- Jeux olympiques de 2008 à Pékin,  Chine
  -  Médaille d'argent du 3 000 m steeple

### Championnats du monde d'athlétisme
- Championnats du monde d'athlétisme de 2007 à Osaka ( Japon) 
  -  Médaille de bronze sur 3 000 m steeple

### Championnats du monde de cross-country
- championnats du monde de 2004 à Bruxelles ( Belgique)
  - 7e sur la course longue
  -  Médaille d'argent par équipe

### Championnats du monde de course sur route
Championnats du monde de course sur route de 2006 à Debrecen ( Hongrie)
- - 14e sur 20 km
  -  Médaille d'or par équipe

## Sources
- (en) Cet article est partiellement ou en totalité issu de l’article de Wikipédia en anglais intitulé « Eunice Jepkorir » (voir la liste des auteurs).